# Titus Annius Luscus (Konsul)
Titus Annius Luscus war ein im 2. Jahrhundert v. Chr. lebender römischer Senator aus der gens Annia, der 153 v. Chr. als Konsul amtierte. Er war der erste Konsul seiner Familie und somit ein Homo novus.
Titus Annius Luscus war der Sohn eines gleichnamigen Gesandten, der 172 v. Chr. vom Senat zum makedonischen König Perseus geschickt und 169 v. Chr. als Mitglied eines Dreimännerkollegiums zur Vergrößerung der römischen Kolonie Aquileia entsandt wurde.
Über den Beginn von Luscus’ senatorischer Laufbahn ist nichts überliefert. Da er aber um 156 v. Chr. als Prätor amtierte, muss er zu dieser Zeit mindestens 40 Jahre alt gewesen sein (Mindestalter für Praetoren nach der lex Villia annalis aus dem Jahre 180 v. Chr.). Im Jahre 153 v. Chr. war er zusammen mit Quintus Fulvius Nobilior Konsul. Im Jahr 133 v. Chr. gehörte er als Konsular zu den Gegnern des Tiberius Sempronius Gracchus. Cicero bezeichnet ihn als respektablen Redner. Sein Todesdatum ist unbekannt.